# Harden (Scottish Borders)

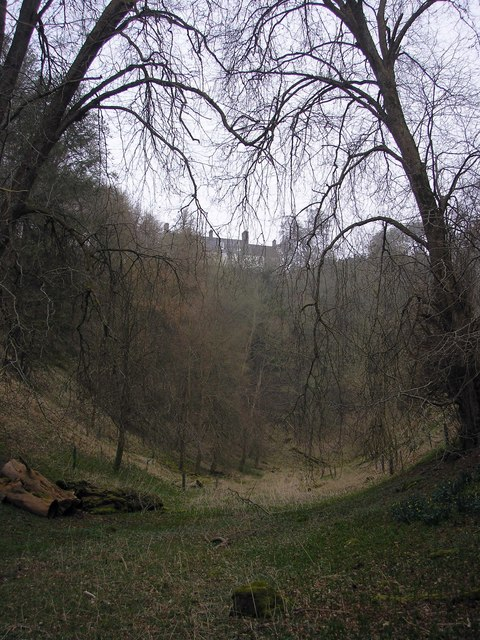
Harden

Harden ist ein im Scottish-Baronial-Stil gestaltetes Herrenhaus. Es liegt rund fünf Kilometer westlich der schottischen Kleinstadt Hawick in der Council Area Scottish Borders. 1971 wurde das Bauwerk in die schottische Denkmallisten in der höchsten Denkmalkategorie A aufgenommen.

## Geschichte
Am strategisch günstigen Standort befand sich zuvor ein Tower House. Nachdem die Ländereien zunächst zu den Besitztümern der Lords Home zählten, erwarb Robert Scott das Anwesen im Jahre 1501. Um 1590 wurde der Wehrturm abgebrochen und im frühen 17. Jahrhundert das Herrenhaus erbaut. Dieses wies zunächst eine Grundfläche von rund 23 m Länge bei einer Breite von rund 5,5 m auf. Im Jahre 1680 ließ Walter Scott, Earl of Tarras das Gebäude an der Ostseite um rund acht Meter erweitern und den Innenraum im Laufe des Jahrzehnts überarbeiten. Nachdem die Scotts Harden im späten 18. Jahrhundert verlassen hatten, wurde es landwirtschaftlich genutzt. In der Mitte des 19. Jahrhunderts wurde das Herrenhaus restauriert und diente später als Sitz der Lords Polwarth.